# PandaDroom
PandaDroom was een 4D-film in de Efteling. Ze bestond uit een bioscoop met driedimensionale (stereoscopische) film met special effects. De attractie werd op 19 juni 2002 geopend door prins Bernhard.
Het ontwerp en de thematisering zijn van de hand van Marieke van Doorn en het team van de toenmalige ontwerpers van de Efteling. De attractie was een samenwerkingsproject van de Efteling en het Wereld Natuur Fonds. PandaDroom heeft 23 miljoen euro gekost, daarvan kwam 7 miljoen voor rekening van het Wereld Natuur Fonds.
In november 2019 werd de film voor het laatst vertoond. Sinds december van dat jaar is in het gebouw een nieuwe film, Fabula te zien.

## Attractieverloop

### Voorshow
De vijftien minuten durende voorshow bestond uit een film, geprojecteerd op drie naast elkaar geplaatste schermen, die een beeld geeft van het werk van het Wereld Natuur Fonds, begeleid door het themanummer In This Together van Trijntje Oosterhuis. Tijdens deze voorshow werden bezoekers er ook op gewezen dat tijdens de hoofdshow niet gegeten, gedronken, gefilmd of gefotografeerd mag worden. In 2012 is in de voorshow de fotoreportage verdwenen en zijn daar bewegende beelden voor in de plaats gekomen. Verder is voor de voorshow nieuwe muziek geschreven door René Merkelbach. The Miracle van Queen is niet meer te horen maar In This Together van Trijntje Oosterhuis nog wel.

### Hoofdshow
Na de voorshow kwam men in een grote theaterzaal waarin maximaal 400 bezoekers kunnen plaatsnemen. Bij de ingang werd een 3D-bril uitgereikt om de film optimaal te kunnen beleven. Op een filmscherm van negen bij twintig meter wordt middels twee projectoren de 3D-film Pandadroom geprojecteerd. De film duurt twaalf minuten en neemt de bezoeker mee naar de Noordpool, de oceaan en het oerwoud.
De film was gemaakt door MoveTRIX, een dochteronderneming van nWave Pictures. Tijdens de hoofdshow ervoer men diverse special effects: zo voelt men de spetters van de afbrokkelende, in zee stortende gletsjer, waait de wind om de oren en zakt men bijna door de banken wanneer een levensechte boomtak naar beneden komt. De boomtak, gemaakt door het bedrijf Stakebrand, hangt aan zes staalkabels aan het plafond van de zaal en weegt 1.000 kg (kilogram). In 2012 is de muziek van de hoofdshow veranderd, de stukken zijn gecomponeerd door René Merkelbach.

### Dierenwereld

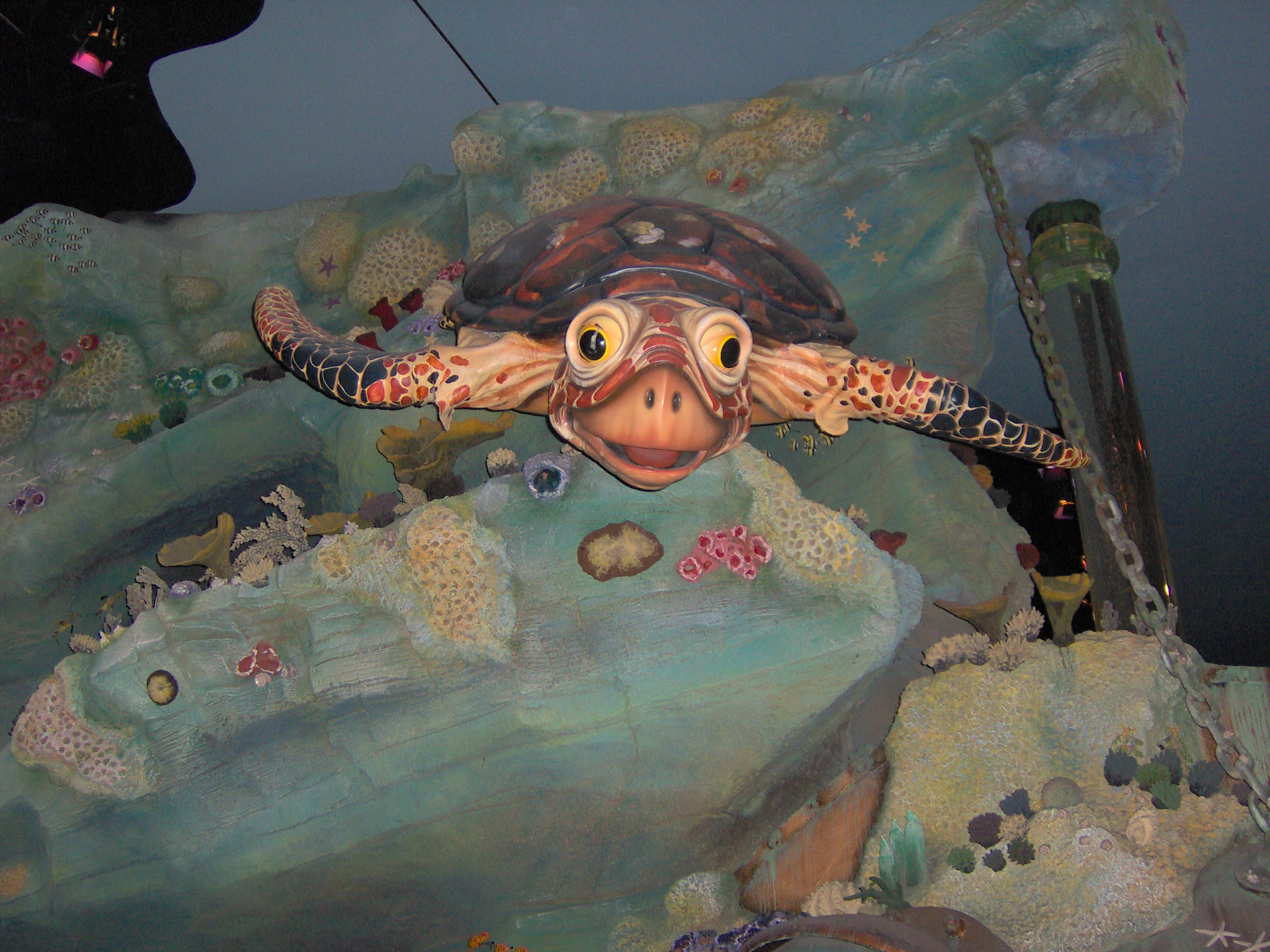
De schildpad "Aura" als animatronic in de Dierenwereld.

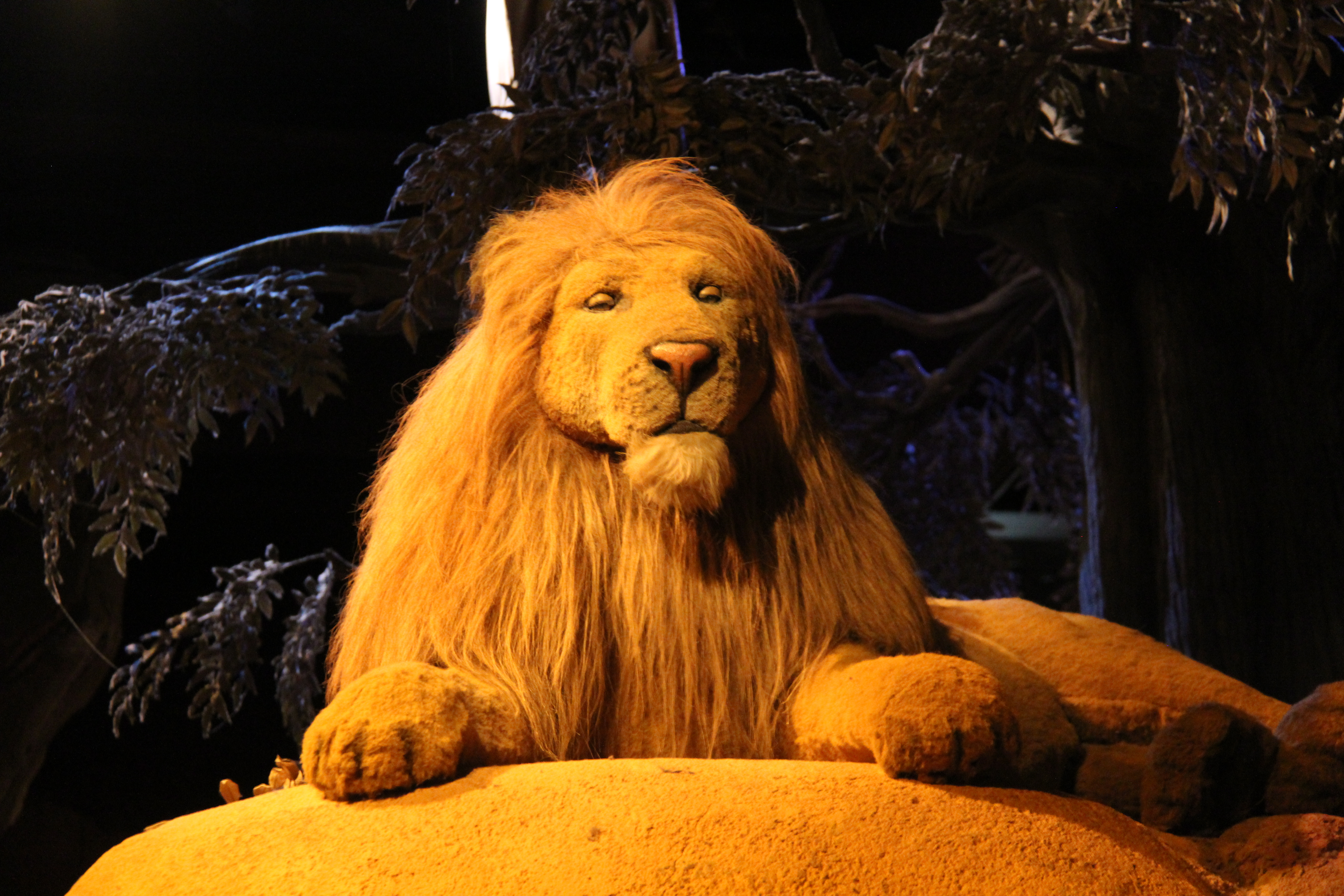
Animatronic van de leeuw "Leopold"

Na de hoofdshow kwamen de bezoekers in de dierenwereld. Kinderen konden hier klimmen en klauteren in het klimtoestel bij het junglegedeelte, van de glijbaan glijden in het ijsgedeelte en door allerlei gangen kruipen in het savanne-gedeelte. Er bevond zich tevens een restaurant, de Octopus, waar men kon verpozen. Ook kom men zich hier opgeven als donateur van het Wereld Natuur Fonds, door middel van de vele computerschermpjes die zich in de dierenwereld bevinden. Op deze computerschermpjes kon men tevens een "morf" maken: er werd een foto van je gemaakt, en men kon door een aantal instellingen zijn of haar gezicht naar dat van een dier veranderen. Ook was er aan het eind een souvenirwinkel te vinden waar men onder andere pluche dieren en sleutelhangers kon kopen, een deel van de opbrengst ging naar het Wereld Natuur Fonds.

## Kritiek
PandaDroom was niet onomstreden, voornamelijk vanwege het gebouw. Grote delen van het gebouw waren niet afgewerkt, waardoor het gebouw vanuit sommige hoeken op een bunker of loods leek. Vooral vanaf het Steenbokplein was dit duidelijk waar te nemen. De Efteling was bovendien niet het enige park met deze attractie. Zo draaide dezelfde film bijvoorbeeld onder de naam PandaVision in Hansa-Park.

## Sluiting en verbouwing
Op 4 november 2019 sloot de PandaDroom. De Efteling maakte op 13 mei dat jaar bekend dat het contract met het WNF, dat liep tot het eind van dat jaar, niet verlengd werd en de attractie te sluiten. De attractie werd omgebouwd naar een nieuwe filmattractie, genaamd Fabula, die de Efteling ontwikkelde met Aardman Animations. Met het ombouwen van de attractie was 3,5 miljoen euro gemoeid.
Voor de sluiting van deze attractie werd memorial geplaatst een rots met de naam 'PandaDroom' en de jaartallen 2002-2019.